# Последен шанс
„Последен шанс“ (на френски: Armaguedon) е френско-италиански филм от 1977 г. на френския кинорежисьор Ален Жесюа. Главната роля на д-р Мишел Амброз се изпълнява от френския киноартист Ален Делон. В ролята на Луи Карие участва френския киноартист Жан Ян. В ролята на Жизел Вален участва френската киноактриса Мари Деа.

## Сюжет
Внимание:  Текстът по-долу разкрива сюжета на произведението (или части от него)!
Луи Карие по професия е монтьор. След години на бедност наследява голяма сума пари от смъртта на брат си загинал при нещастен случай. Вече богат Карие решава за определено време да стане известен на всяка цена. Душевното му състояние обаче става все повече и повече психически нестабилно. Той започва да заплашва полицията и правителството със своите безумни искания, като се подписва с псевдонима „Армагедон“. Дали обаче доктор Мишел Амброз ще успее да спре шизофреника Карие преди да е станало прекалено късно...

## В ролите
| Изпълнител       | Роля                 |
| ---------------- | -------------------- |
| Ален Делон       | Д-р Мишел Амброаз    |
| Жан Ян           | Луи Карие            |
| Мари Деа         | Жизел Вален          |
| Ренато Салватори | Албър (Айнщайн)      |
| Мишел Дюшосуа    | Инспектор Жак Вивиен |
| Мишел Кретон     | Боб                  |